# Vietnam og Kampuchea november 79
|  | Denne artikel er oprettet af botten PalnaBot ud fra en ekstern database. Den kan derfor have sproglige fejl eller mangler. Denne skabelon kan fjernes efter kontrol af indholdet. |

Vietnam og Kampuchea november 79 er en film instrueret af Ib Makwarth efter manuskript af Kirsten Vagn Jensen.

## Handling
Et filmisk dokument fra et dansk filmholds møde med de ufattelige skader og lidelser, som årtiers krige har påført Vietnam og Kampuchea. En stemningsrapport om den stædigt udholdende og komplicerede kamp for at få rejst landene op igen i en sårbar og stadigt truende storpolitisk situation. Der er filmet i storbyerne Hanoi, Saigon og Phnom Penh samt ude i landregionerne ved grænserne til Kina og Thailand.